# کاوکووسکیه
کاوکووسکیه (به لهستانی:  Kałkowskie) یک روستا در لهستان است که در گمینا سوشنگه واقع شده‌است.